# David Copperfield (film 1922)
David Copperfield è un film muto del 1922 diretto da A. W. Sandberg, basato sull'omonimo romanzo di Dickens.